# Ciril Mlinar Cic
Ciril Mlinar - Cic, slovenski fotograf in filmski snemalec, * 8. september 1954, Ljubljana.
Ukvarja se s fotografijo ter snemanjem in režiranjem naravoslovnih filmov in videov, posebno v zvezi s podvodnim raziskovanjem in raziskovanjem kraških jam. Mlinar je veteran podvodne fotografije in eden od začetnikov te specializacije na Slovenskem.

## Priznanja in nagrade
Za svoja dela je prejel številne nagrade na raznih tekmovanjih, svetovnih prvenstvih in domačih natečajih: 
- nagrada za kvaliteto podvodnega snemanja na Mednarodnem filmskem festivalu v La Chapelle en Vercors, Francija (1984)
- zlata medalja na Mednarodnem festivalu podvodnega filma Hans Hass Medaille 86
- 18 prvih mest na državnih prvenstvih v podvodni fotografiji
- Prometej znanosti 2005 slovenske znanstvene fundacije za znanstveni film (koscenarist, snemalec, režiser)
- Prometej znanosti 2006 za odlično opravljeno vlogo direktorja fotografije in snemalca.